# Archief van de Middelburgsche Commercie Compagnie

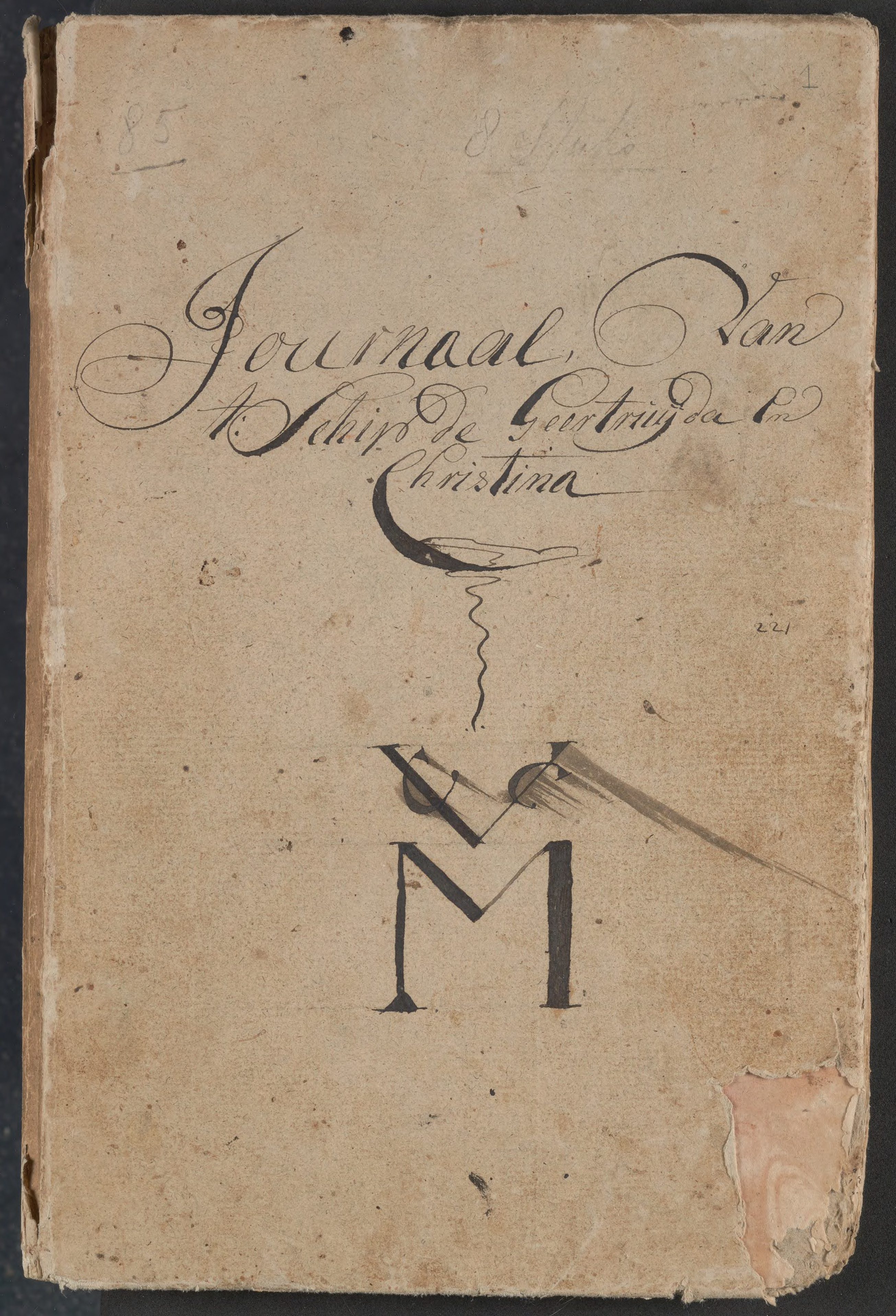
Voorblad scheepsjournaal

Het archief van de Middelburgsche Commercie Compagnie is het bedrijfsarchief van de Middelburgsche Commercie Compagnie. Het is vrijwel geheel bewaard gebleven en is toegankelijk voor het publiek. Het archief van de Middelburgsche Commercie Compagnie wordt beheerd door het Zeeuws Archief te Middelburg. Sinds mei 2011 is het archief opgenomen in de werelderfgoedlijst voor documenten van UNESCO, in het Memory of the World-register.
Het archief is met name van belang omdat het wereldwijd gezien een van de weinige archieven is dat een compleet beeld geeft van de trans-atlantische slavenhandel zoals die plaatsvond in de 18e eeuw. Het archief beslaat 72 meter en omvat geschreven en gedrukte documenten, registers, perkamenten, kaarten en diverse tekeningen. Het archief is in 1951 geïnventariseerd door rijksarchivaris Willem Sybrand Unger.
Het archief is bij de opheffing van de compagnie in 1888 op verzoek van de  Commissie voor de Provinciale Bibliotheek van Zeeland overgedragen aan de provinciale verzameling. Enkele jaren later kwam het terecht bij het provinciaal archief. De scheepsmodellen werden geschonken aan de Stedelijke Oudheidkamer in het stadhuis van Middelburg. 
Op 17 mei 1940 vond het bombardement op Middelburg plaats. Bij de hieruit volgende stadsbrand zijn de scheepsmodellen en de kaarten uit het archief verloren gegaan. Documenten die in de kelders en in het Gistpoortgebouw in de Abdij waren opgeslagen zijn bespaard gebleven.
Het archief omvat van het kantoor onder meer grootboeken, kasboeken en balansen. Van de bijna 300 gemaakte reizen bevinden zich 150 scheepsjournalen in het archief. 29 van reizen naar de kust van Afrika, 44 naar de West-Indiën, 73 van driehoeksreizen, 3 naar Europese havens (inclusief een walvisvaart) en een naar de Zuidzee.
Het volledige archief is door het Zeeuws Archief gedigitaliseerd. De scans worden ter beschikking gesteld in de online archiefinventaris van het archief van de MCC. 